# Granvattnet (Myckleby socken, Bohuslän)
Granvattnet är en sjö i Orusts kommun i Bohuslän och ingår i Göta älv-Bäveåns kustområde. Sjön är 3 meter djup, har en yta på 0,195 kvadratkilometer och är belägen 56,7 meter över havet. Vid provfiske har bland annat abborre, gädda, mört och sarv fångats i sjön.

## Delavrinningsområde
Granvattnet ingår i det delavrinningsområde (646192-126138) som SMHI kallar för Utloppet av Grindsbyvattnet. Medelhöjden är 55 meter över havet och ytan är 16,26 kvadratkilometer. Det finns ett avrinningsområde uppströms, och räknas det in blir den ackumulerade arean 30,16 kvadratkilometer. Avrinningsområdets utflöde Kleveån mynnar i havet. Avrinningsområdet består mestadels av skog (48 procent), öppen mark (17 procent) och jordbruk (24 procent). Avrinningsområdet har 1,61 kvadratkilometer vattenytor vilket ger det en sjöprocent på 9,8 procent.

## Fisk
Vid provfiske har följande fisk fångats i sjön:
- Abborre
- Gädda
- Mört
- Sarv
- Sutare